# Перри, Фрэнк
Фрэнк Перри (англ. Frank Perry; 21 августа 1930[…], Нью-Йорк, Нью-Йорк — 29 августа 1995[…], Манхэттен, Нью-Йорк) — американский кинорежиссёр, сценарист и продюсер.
Свой первый фильм, «Дэвид и Лиза», снял в 1962 году, за него получил номинацию на «Оскар» как лучший режиссёр. Сценарий для фильма был написан его первой женой Элинорой Перри (которая также получила номинацию за лучший адаптированный сценарий). Вместе они создали ещё пять фильмов, пока не развелись в 1971 году.
Брат Мэри Перри – матери американской певицы Кэти Перри и её дядя.

## Фильмография
- 1962 — «Дэвид и Лиза» — режиссёр
- 1963 — «Божья коровка» — режиссёр, продюсер
- 1967 — «Один из путей в рай» — режиссёр, продюсер
- 1968 — «Пловец» — режиссёр, продюсер
- 1968 — «Гость на празднике» — режиссёр, продюсер
- 1969 — «Последнее лето» — режиссёр, продюсер
- 1969 — «Трилогия» — режиссёр, продюсер
- 1970 — «Мириам» — режиссёр, продюсер
- 1970 — «Дневник безумной домохозяйки» — режиссёр, продюсер
- 1971 — «Док» — режиссёр, продюсер
- 1972 — «Играй как по писаному» — режиссёр, продюсер
- 1974 — «Человек на качелях» — режиссёр
- 1975 — «Ранчо Делюкс» — режиссёр
- 1979 — «Болван» — режиссёр
- 1981 — «Дорогая мамочка» — режиссёр, сценарист
- 1982 — «Монсеньор» — режиссёр
- 1985 — «Компрометирующие позы» — режиссёр, продюсер
- 1987 — «Снова привет» — режиссёр, продюсер
- 1989 — «Мисс Фейерверк» — сценарист
- 1990 — «Удар по системе» — сценарист
- 1992 — «На мосту» — режиссёр, продюсер, сценарист